# فرنسيسكو ريفيروس
فرنسيسكو ريفيروس (بالإسبانية: Francisco Riveros)‏ هو لاعب كرة قدم باراغواياني، ولد في 11 يوليو 1946 في نهر جاغواراو ‏ في باراغواي.